# Llei Arizona SB1070

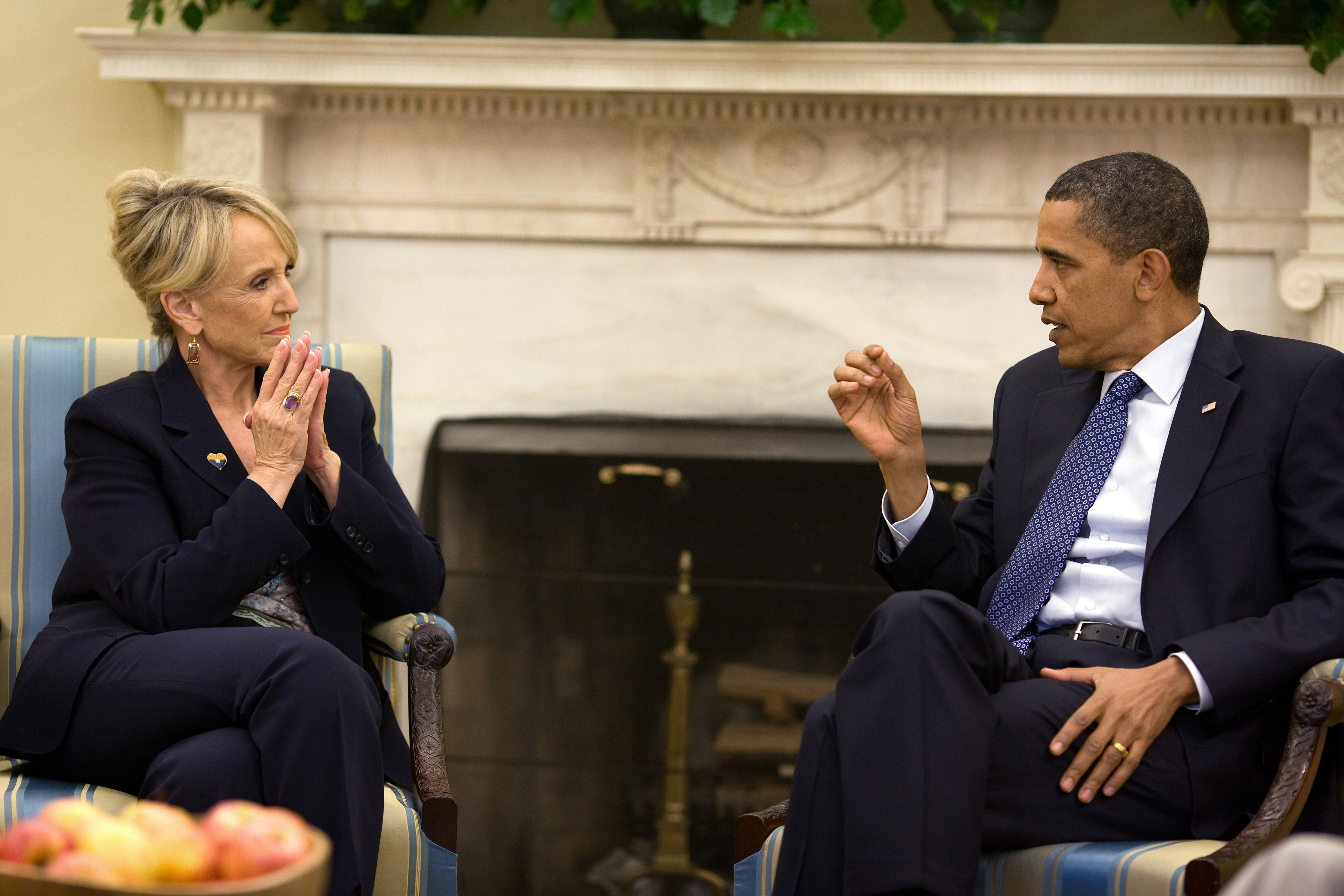
La governadora d'Arizona Jan Brewer reunint-se amb el president Barack Obama el juny de 2010 després de l'aprovació de la SB1070 per a discutir qüestions d'immigració i seguretat fronterera.

La Llei "Recolza les nostres forces d'ordre públic i el veïnatge segur" (en anglès; Support Our Law Enforcement and Safe Neighborhoods Act), introduïda com a Projecte de llei del Senat d'Arizona 1070 (en anglès: Arizona Senate Bill 1070) o simplement Arizona SB 1070, també coneguda com la Llei de l'odi, és una llei aprovada el 2010 pel Senat d'Arizona, als Estats Units, que suposa l'acció més àmplia i estricta contra la immigració il·legal en les darreres dècades. Ha cridat l'atenció nacional i internacional i ha provocat una controvèrsia considerable, ja que criminalitza els immigrants sense documents i considera sospitosos de crims a tots els qui pel seu aspecte puguin semblar immigrants, ja siguin ciutadans estatunidencs o immigrants legals o il·legals. Barack Obama mostrà interès a mobilitzar els fiscals al seu abast per a paralitzar aquesta llei, definida com a racista per alguns sectors.

## Procés legislatiu
El 23 d'abril de 2010 la proposta fou convertida en llei per la governadora Jan Brewer, perquè entrés en vigor el 29 de juliol del mateix any, noranta dies després del final de la sessió legislativa. El 28 de juliol de 2010, vint-i-quatre hores abans d'entrar en funcionament, la jutgessa Susan Bolton, ordenà des de Phoenix la suspensió de les clàusules més polèmiques de la norma que criminalitzava la immigració.

## Contingut
Segons aquesta llei, està previst com a delicte menor estatal que un estranger estigui a Arizona sense dur a sobre els documents de registre requerits per la llei federal. La llei també augmenta l'aplicació estatal i local de les lleis federals d'immigració i pren mesures dures contra els qui acollin, contractin o transportin estrangers il·legals. El paràgraf de la legislació sobre la seva intencionalitat assegura que encara una doctrina d'«esgotament mitjançant l'aplicació de la llei» (attrition through enforcement).
Els crítics de la legislació diuen que fomenta la discriminació racial, mentre que els partidaris diuen que la llei es limita a aplicar la llei federal vigent. Una setmana abans de la seva firma, la llei fou modificada pel projecte de llei de la Cambra d'Arizona, HB2162, amb l'objectiu d'abordar algunes d'aquestes preocupacions. S'han realitzat protestes en oposició a la llei en més de 70 ciutats dels Estats Units, incloses les crides a un boicot a Arizona. La votació ha demostrat que la llei gaudeix d'un suport majoritari a Arizona i a tot el país. L'aprovació del projecte ha portat a altres estats a plantejar la possibilitat d'adoptar una normativa similar.
S'han presentat nombroses impugnacions sobre la seva constitucionalitat i conformitat amb les lleis de drets civils, entre elles una pel Departament de Justícia dels Estats Units, que també va sol·licitar un manament judicial contra l'aplicació de la llei.

## Reacció
El 26 d'abril, el president mexicà Felipe Calderón afirmà que "aquestes polítiques atempten contra els drets humans". L'endemà, el president estatunidenc Barack Obama expressà públicament: "Em sembla que és una llei pobrament concebuda".